# انتخابات الرئاسة الرأس أخضرية 2016
انتخابات الرئاسة الرأس أخضرية 2016 هي الانتخابات الرئاسية التي جرت في 2016، في الرأس الأخضر، فاز بالانتخابات خورخي كارلوس فونسيكا.